# AKB48团研究生演唱会“早推得胜”
AKB48团研究生演唱会“早推得胜”（日語：AKB48グループ研究生 武道館公演「推しメン早い者勝ち」）是AKB48及其姊姊團體的研究生於2013年6月5日在日本武道館舉辦的演唱會。

## 概要
在日本武道館举办的AKB48團臨時總會～黑白分明！～这场演唱会的4月28日白天场（AKB48 Group全体出演）中，发表了将要举办这场演唱会的消息，而在5月20日则公布了将要出演此场演唱会的成员名单。这也是AKB48的15期研究生首次在大型演唱会中登场。
在演唱会中，每演唱完一曲分组曲，演唱的成员就进行一次自我介绍，同时披露自己的特长，这也是此次演唱会与通常AKB48组合演唱会不同的地方。
演唱会的标志是由SKE48的终身名誉研究生松村香织设计。

## 出演成员
团队所属以演出时为准
- AKB48 
  - 升格成员：大森美優（Team B）、佐佐木優佳里（Team A）、平田梨奈（Team K）。
  - 研究生：相笠萌、岩立沙穂、梅田綾乃、岡田彩花、北澤早紀、篠崎彩奈、高島祐利奈、村山彩希、茂木忍、内山奈月、冈田奈奈、小嶋真子、西野未姫、橋本耀、前田美月、市川愛美、大和田南那、込山榛香、佐藤妃星、土保瑞希、福岡聖菜、向井地美音、湯本亚美、峯岸南。
- SKE48 
  - 升格成员：東李苑（Team E预定）、市野成美（Team E预定）、岩永亞美（Team E预定）、江籠裕奈（Team S预定）、新土居沙也加（Team S预定）、二村春香（Team KII预定）、水埜帆乃香（Team E预定）、宮前杏実（Team E预定）。
  - 研究生：松村香織（SKE48終身名誉研究生）、犬塚朝奈、大脇有紗、荻野利沙、山田瑞希、青木詩織、井田玲音名、折戸愛彩、鎌田菜月、北川綾巴、北野瑠華、北原侑奈、熊崎晴香、後藤真由子、佐佐木柚香、空美夕日、竹内彩姫、野口由芽、日高優月、矢野杏月、山田樹奈、山本由香。
- NMB48
  - 升格成员：古賀成美（Team N）、西村愛華（Team N）。
  - 研究生：石田優美、鵜野瑞希、中川紘美、西澤瑠莉奈、林萌萌香、高山梨子、三浦亚莉沙、明石奈津子、石原雅子、大段舞依、小川乃愛、川上千尋、渋谷凪咲、嶋崎百萌香、照井穂乃佳、中野麗来、松岡知穂、松村芽久未、森田彩花、山尾梨奈。
- HKT48
  - 研究生：安陪恭加、今田美奈、深川舞子、秋吉優花、伊藤来笑、井上由莉耶、岩花詩乃、宇井真白、上野遥、梅本泉、岡田栞奈、岡本尚子、草場愛、神志那結衣、後藤泉、駒田京伽、坂口理子、田島芽瑠、田中優香、谷真理佳、冨吉明日香、朝長美樱、渕上舞、山田麻莉奈。

## 曲目
- 幕前播报：西野未姫

1. overture
2. 初日 - 全员（圆阵台词：松村香织）
3. 機會的順序（チャンスの順番） - 全员
4. 因为喜欢你（君のことが好きだから） - 全员
5. 想见你（会いたかった） - 全员
6. 沙滩的樱桃（渚のCHERRY） - 西野（中心）＋大和田、土保、市川（伴舞）
7. FIRST LOVE - 小嶋
8. 黑色天使（黒い天使） - 冈田奈、高岛、茂木
9. 7点12分的初恋（7时12分の初恋） - 田岛、渕上、篠崎、空、竹内
10. 玻璃般的我爱你（ガラスのI LOVE YOU） - 冈田栞、嶋崎、北原、林
11. 雨中动物园（雨の动物园） - 内山、梅田、桥本、汤本、大段、前田、村山、谷
12. 心型病毒（ハート型ウイルス） - 岩立、北泽、込山
13. 隔壁的香蕉（となりのバナナ） - 秋吉、山尾
14. 睡衣兜风（パジャマドライブ） - 北野、川上、向井地
15. 天使的尾巴（天使のしっぽ） - 朝长、山田み、山田麻
16. 任性的收藏品（わがままコレクション） - 冈田彩、佐藤、福冈、北川、高山、梅本
17. Bird - 渋谷、大脇、今田
18. 曲终人尽（エンドロール） - 相笠、日高、松村芽、坂口
19. 裙襬飄飄（スカート、ひらり） - 西野、冈田奈、小嶋、朝长、田岛
20. 燃烧路线（炎上路線） - 峯岸、松村香
21. Oh My God!（オーマイガー!） - NMB48研究生
22. 喜欢！喜欢！小跳步！（スキ！スキ！スキップ！） - HKT48研究生
23. 1!2!3!4! 請多關照!（1!2!3!4!ヨロシク） - SKE48研究生
24. 大声钻石（大声ダイヤモンド） - AKB48研究生
25. 剧场的女神（シアターの女神） - 升格组＋峯岸、松村香
26. 萬歲Venus（バンザイVenus） - 升格组＋峯岸、松村香
27. 青春的單圈時間（青春のラップタイム） - 升格组＋峯岸、松村香
28. 再见自由式（さよならクロール） - 全员
29. 掌心語（掌が語ること） - 全员

安可曲
1. LOVE修行 - AKB48研究生
2. 第一只兔子（ファーストラビット） - 全员
3. Let's Go 研究生（レッツゴー研究生） - 全员 103人！[注 2]

- 幕后播报：松村香织

## 影像作品
演唱會的DVD及Blu-ray由AKS在2013年11月9日發行。演唱会的演出内容、幕后花絮以及研究生们的自我介绍分别收录在4枚光碟中，并附送3张生写真及24页的演唱会写真集，在官方网站提前预约的顾客还将获得一份“早推认定书”。

### 备注
1. ↑  由于各组合都有一部分人事的变化，所以出演的成员在演出当天已有数名不是研究生
2. ↑  由于时间限制在中途结束